# Hémicycle
Un hémicycle est une construction ayant la forme d'un demi-cercle.
On parle de l'hémicycle d'un théâtre, d'une basilique (voir abside), d'un parlement.
Les villas romaines ou gallo-romaines, même celles dont le corps de bâtiment principal comportait moins de 10 pièces, pouvaient avoir une ou des pièces dotées d'un hémicycle (celle dite villa de Cérès mise à jour dans le parc du château de Saint-Moré, Yonne, avait dans son bâtiment principal seulement huit pièces dont deux avec hémicycle).

## Hémicycle parlementaire

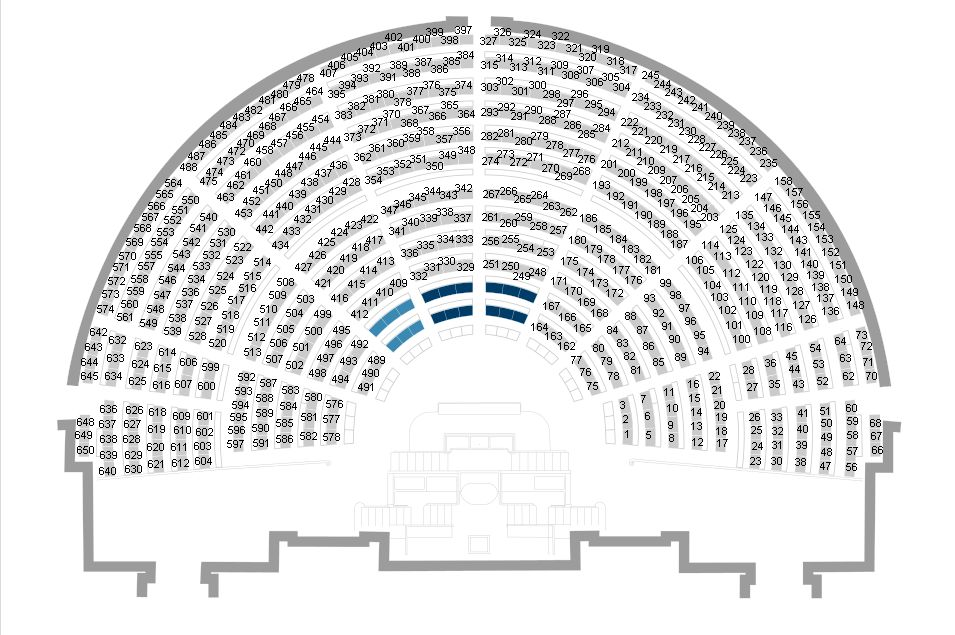
Numérotation des sièges de l'hémicycle du palais Bourbon ..

Dans un parlement, une salle des séances disposée en hémicycle doit, théoriquement, être destinée à favoriser les consensus entre les groupes politiques surtout lorsqu'il s'agit d'un système démocratique où le multipartisme domine. Les parlementaires faisant alors face au président et à son bureau.
Par contre, l'agencement dans une salle rectangulaire en usage selon le système de Westminster et hérité du bipartisme, où majorité et opposition se font face, aurait plutôt tendance à favoriser les confrontations. Le président (ou speaker), placé à l'une des extrémités de la pièce entre ces groupes antagonistes, se retrouve ainsi en position d'arbitre.
En France, l'« hémicycle » désigne plus particulièrement la salle des séances du palais Bourbon, siège de l'Assemblée nationale. Son principe est arrêté par Joseph Ignace Guillotin, médecin et député : chargé d'organiser les séances parlementaire souvent chahutées, il s'inspire des théâtres anatomiques pour réunir les élus du peuple dans une salle en demi-cercle, afin que tous puissent se voir et s'entendre, ce qui lui vaut des attaques malveillantes de la presse parlementaire déçue par la mise en discipline des séances. La salle des séances actuelle du palais a été construite sous la monarchie de Juillet en 1832.

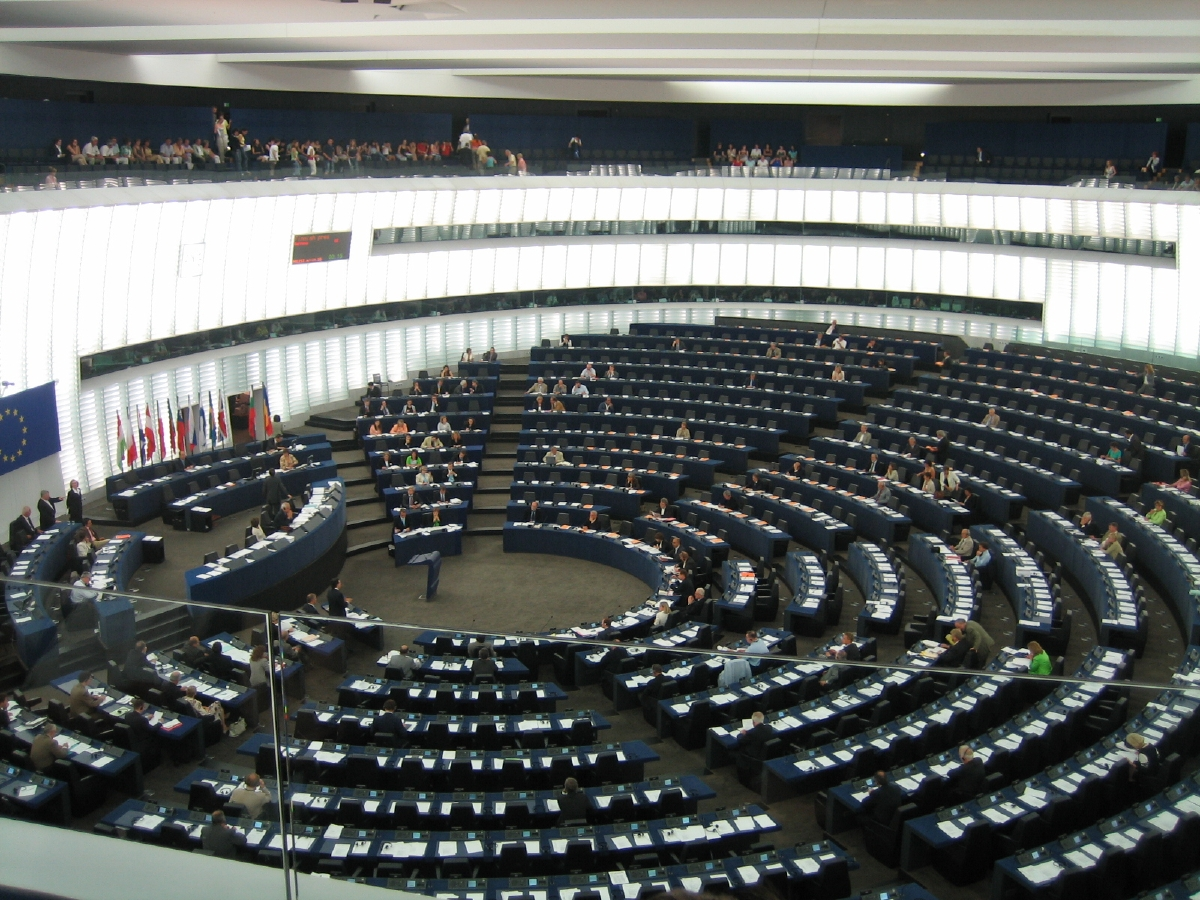
Le Parlement européen.
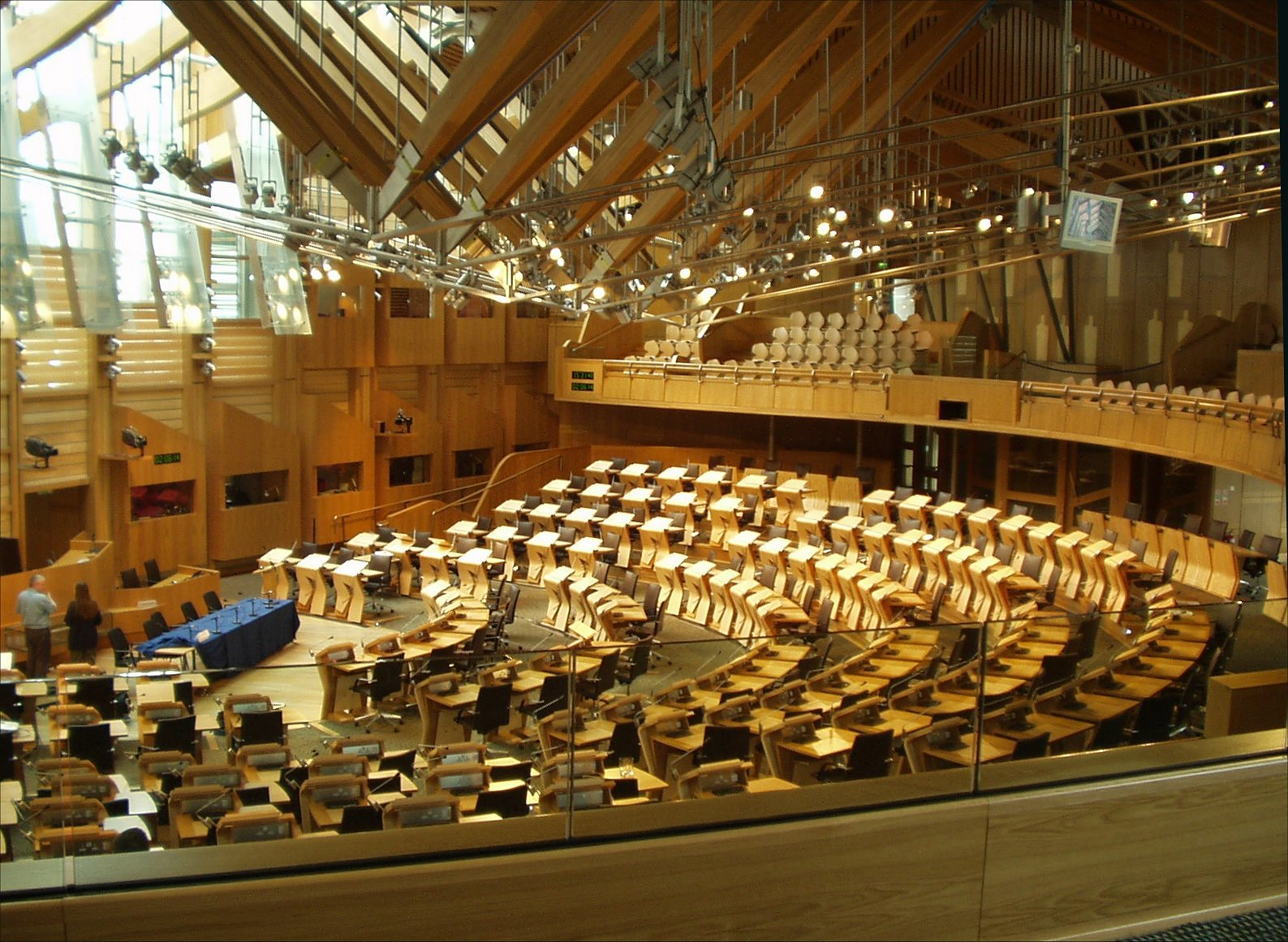
Le Parlement écossais.
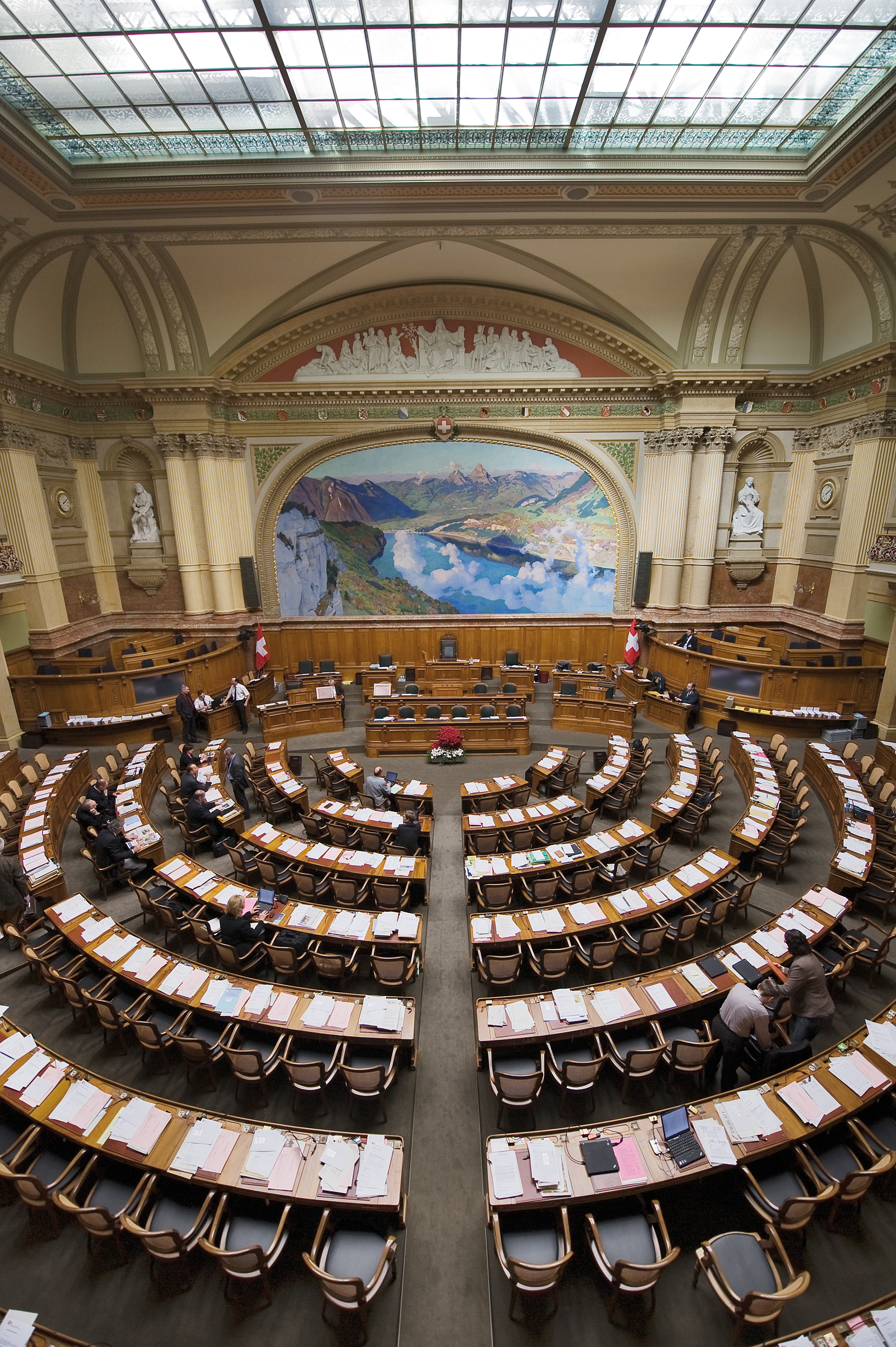
Le Conseil national, la chambre basse de l'Assemblée fédérale suisse.
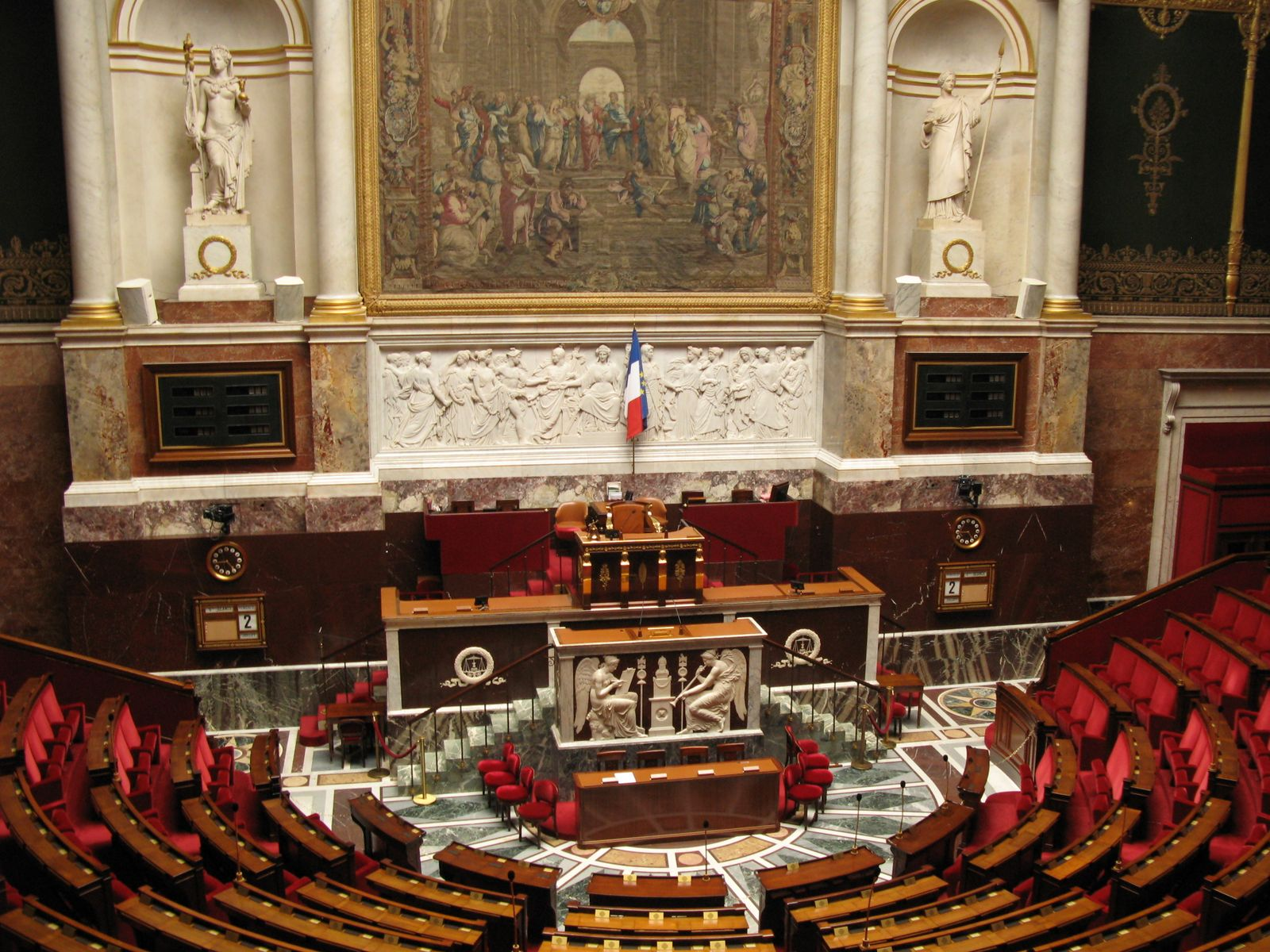
L'Assemblée nationale, parlement français.
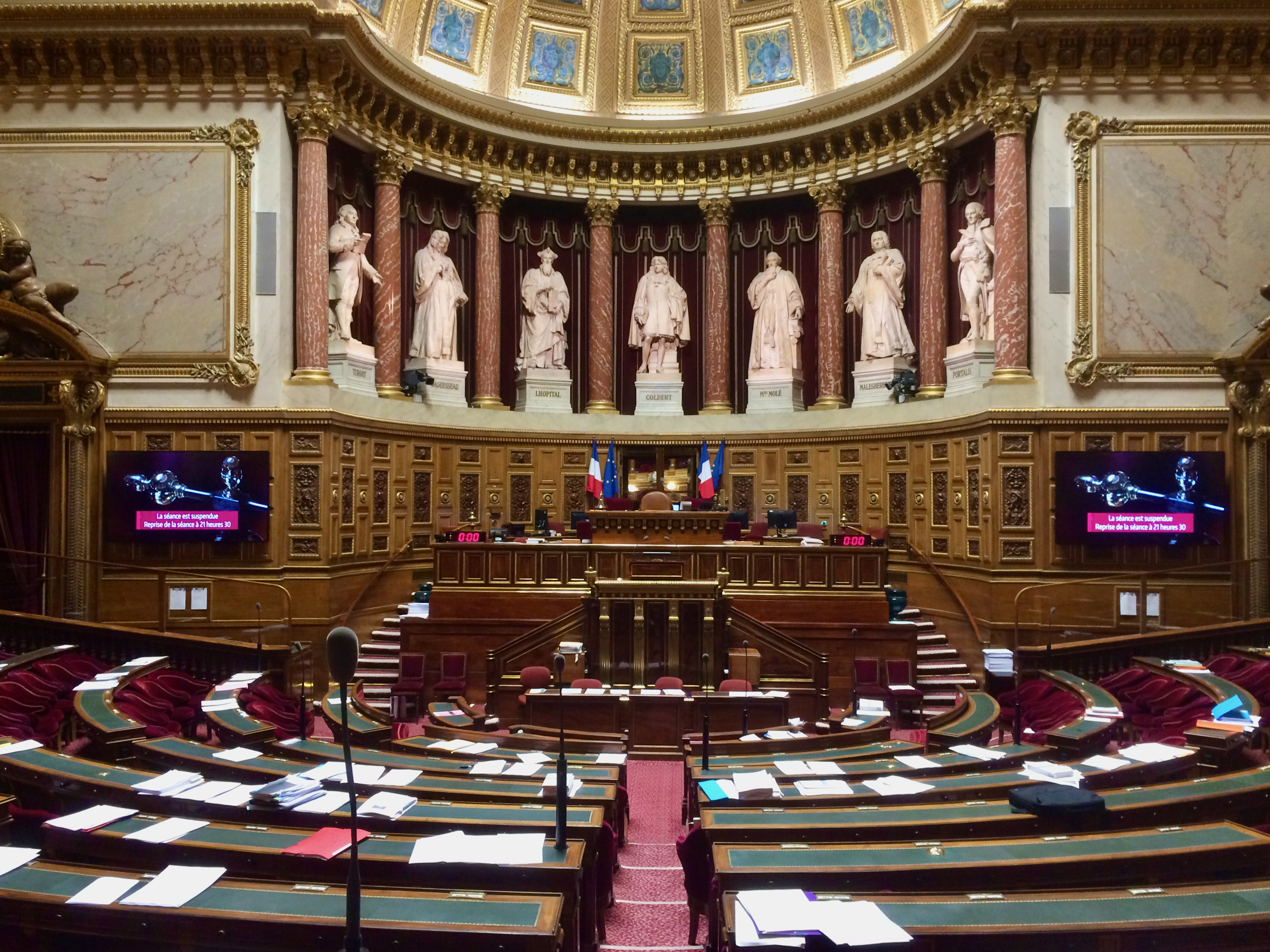
Le Sénat de la République française.

## L'Hémicycle
L'Hémicycle est également le titre d'une revue hebdomadaire créée en 1999 sur le modèle anglo-saxon des « capitol hill publications » (comme Roll Call ou The Hill), et s'adressant aux parlementaires français.